# Olivier Ilunga
Olivier Tshitenge Ilunga (Kinshasa, 13 marzo 1984) è un ex cestista della Repubblica Democratica del Congo naturalizzato svedese.

## Club
Nativo della Repubblica Democratica del Congo e trasferitosi poi in Svezia, ha debuttato nel 2000 con la canotta dello 08 Stockholm con cui ha disputato tre stagioni vincendo un titolo nazionale. Successivamente passa ai Solna Vikings, contribuendo con 10,1 punti di media ad arrivare alle semifinali play-off perse contro il Plannja Basket.
Nell'agosto 2004 firma un contratto triennale con opzione per il quarto anno con la Benetton Treviso guidata in panchina da Ettore Messina. Qui non gioca mai titolare, ma è parte della squadra che raggiunge le semifinali scudetto contro l'Armani Jeans Milano e i quarti di finale di Eurolega contro i baschi del Tau Vitoria.
Ancora sotto contratto con i trevigiani, nella stagione seguente viene prestato allo 08 Stockholm, in cui giocherà un ulteriore anno prima di approdare ai ciprioti dell'AEL Limassol. Nel 2008-2009 torna in patria e vince il titolo nazionale con i Sundsvall Dragons, con un apporto di 9 punti a partita. Un anno dopo è nuovamente di scena a Cipro, questa volta all'ETHA Engomis.
Dal 2010 in poi continuerà la sua carriera nella Svenska basketligan, dividendosi tra Solna Vikings, 08 Stockholm e una breve parentesi all'LF Basket. Nell'estate 2015 viene ufficializzato il suo passaggio alla neonata sezione cestistica della polisportiva AIK, militante in terza serie nazionale nel suo primo anno di attività e in seconda serie dall'anno successivo.

## Palmarès
- Campionato svedese: 2

08 Stockholm: 2000-01
Sundsvall Dragons: 2008-09
- Coppa Italia: 1

Pall. Treviso: 2005